# République de Komańcza
4 novembre 1918 – 24 janvier 1919
Entités précédentes :
- Autriche-Hongrie

Entités suivantes :
- République de Pologne

La République de Komańcza, également connue sous le nom de République lemko-orientale (en ukrainien : Східно-Ле́мківська Республіка, Skhidno-Lemkivs'ka Respoublika), est un micro-État éphémère, une association de trente-trois villages lemkos, établi à Komańcza, dans l'est de la Lemkivchtchyna, et qui exista entre le 4 novembre 1918 et le 24 janvier 1919. Elle était dirigée par le chef du Conseil (голова Повітової Української Національної Ради, holoda Povitovoï Oukraïnskoï Natsional'noï Radi, chef de la Rada nationale ukrainienne du Powiat), le révérend Panteleïmon Chpylka. 
Contrairement à la République des Lemkos, contemporaine et située plus à l'ouest, la république de Komańcza prévoyait de s'unir à la République populaire d'Ukraine occidentale dans un État ukrainien indépendant. Pour sa part, la République des Lemkos souhaitait l’unification avec la République soviétique de Russie. L’unification de la République de Komańcza et de l’Ukraine occidentale a été supprimée par le gouvernement polonais dans le cadre de la guerre entre la Pologne et l’Ukraine .
Le traité de Saint-Germain-en-Laye a donné à la Pologne la partie de la Galice située à l'ouest du San.

## Liste des villages constituant la république
- Baligród
- Cisna
- Czystogarb
- Przybyszów
- Darów
- Karlików
- Płonna
- Jawornik
- Komańcza
- Kulaszne
- Kalnica
- Rzepedź
- Turzańsk
- Duszatyn
- Prełuki
- Maniów
- Morochów
- Moszczaniec
- Balnica
- Smolnik
- Wola Michowa
- Łupków
- Osławica
- Radoszyce
- Dołżyca
- Mików
- Surowica
- Sukowate
- Szczawne
- Wysoczany
- Mokre
- Puławy
- Wisłok Wielki